# Hurrah! A Year of Ta-Dah
Hurrah! A Year of Ta-Dah – drugie DVD amerykańskiej grupy pop dance Scissor Sisters wydane 12 listopada 2007. DVD zawiera koncert nakręcony w O2 Arena w Londynie, który odbył się w lipcu 2007 roku, a także 40 minutowy materiał nagrany za kulisami trasy koncertowej oraz 25 minutowy koncert akustyczny. 

## Lista utworów

### CD 1: Hurrah! A Year of Ta-Dah
1. "She's My Man" (Live from O2)
2. "I Can't Decide" (Live from O2)
3. "Tits on the Radio" (Live from O2)
4. "Laura" (Live from O2)
5. "Lights" (Live from O2)
6. "The Skins" (Live from O2) 05
7. "Contact High" (Live from O2)
8. "Take Your Mama" (Live from O2)
9. "Music Is the Victim" (Live from O2)
10. "Might Tell You Tonight" (Live from O2)
11. "The Other Side" (Live from O2)
12. "Comfortably Numb" (Live from O2)
13. "Kiss You Off" (Live from O2)
14. "Paul McCartney" (Live from O2)
15. "Land of a Thousand Words" (Live from O2)
16. "Filthy/Gorgeous" (Live from O2)
17. "Mary" (Live from O2)
18. "Return to Oz" (Live from O2)
19. "I Don't Feel Like Dancin'" (Live from O2)

### A Year of Ta-Dah
Dokument zawiera materiały zza kulis, spoty telewizyjne oraz występy na żywo.

### Teledyski
1. "I Don't Feel Like Dancin'"
2. "Land of a Thousand Words"
3. "She's My Man"
4. "Kiss You Off"

### Extra
1. "Lights" (G Cap Acoustic Gig)
2. "Land of a Thousand Words" (G Cap Acoustic Gig)
3. "I Don't Feel Like Dancin'" (G Cap Acoustic Gig)
4. "She's My Man" (G Cap Acoustic Gig)

1. "Transistor" (Live at Wembley 2006)

### CD 2: Bonus CD: Live at the O2, London
1. "She's My Man"
2. "I Can't Decide"
3. "Lights"
4. "Might Tell You Tonight"
5. "The Other Side"
6. "Kiss You Off"
7. "Paul McCartney"
8. "Land of a Thousand Words"
9. "I Don't Feel Like Dancin'"[3]